# Toxey, Alabama
Toxey là một thị trấn thuộc quận Choctaw, bang Alabama, Hoa Kỳ. Dân số năm 2009 là 135 người, mật độ đạt 76 người/km².